# Châu Phong, Quỳ Châu
Châu Phong là một trong 3 xã vùng trong của huyện Quỳ Châu. nằm cách trung tâm huyện Quỳ Châu khoảng 21 km nên Châu Phong là xã vùng sâu vùng khó khăn của huyện.

## Vị trí địa lý
- Phía Bắc giáp xã Châu Hoàn và Diên Lãm, phía Nam giáp xã Châu (Quỳ Hợp), phía Đông giáp xã Châu Hạnh.